# Асака (Узбекистан)
40°38′ пн. ш. 72°14′ сх. д. / 40.633° пн. ш. 72.233° сх. д.
Асака́ (в 1937–1992 роках — Ленінськ; узб. Асака, Asaka) — місто в Узбекистані, центр Асакинського району Андижанської області. Місто розташоване за 16 км на південний захід від Андижана.
Населення міста становить 56,7 тис. осіб (2005; 52,8 тис. в 2000, 44,9 тис. в 1991).

## Природа
Місто розташоване на березі каналу Шахрихансай, який проходить через адири, на висоті 495 м. З усіх сторін Асака обмежена полями бавовнику та адирами із садами.
Пересічна температура липня становить +26,1 °C, січня −2,9 °C.

## Походження назви
Відносно назви міста, існують різні думки. Деякі вчені (професор Т. Ширінов) пов'язують назву з іранським племенем саків, які проживали в Ферганській долині в VI—V століттях до н. е. Александр Македонський, який проходив цими землями на шляху з Середньої Азії до Скіфії в IV столітті до н. е., назвав їх ассакенами (від саки — середньоазійські скіфи). Їхнє слово асвака означало «кінь», ассака — «вершник». Археолог Б. Матбабаєв як доказ цієї версії висуває зображення коней, знайдених на каменях в східній частині долини і висовує гіпотезу про те, що в цих місцях було розвинене племінне конярство. Вчений-топоніміст С. Караєв, стверджуючи, що назва кишлаку Ахтачі Асакинського району — монгольського походження і означає «кінський лікар» (коновал), «пастух», частково підтвердив слова археолога. На підставі цього до 60-річчя міста, в 1997 році, при в'їзді був встановлений відповідний пам'ятник коневі.
Офіційно вживання назви почалось з Ассаке. У 1924 році селище отримало назву Зеленськ, на честь І. А. Зеленського (1890–1938), радянського державного діяча, який в 1924–1931 роках очолював Середньоазійське бюро ЦК ВКП(б). Після його арешту в 1937 році селище було перетворене на місто Ленінськ. У 1992 році місту повернута його історична назва, але вже в формі Асака.
У грудні 2010 року місто включене до Асакинського району і віднесене до категорії міст районного значення.

## Історія
Археологічні дослідження, що пов'язали б місто з історією давнього часу, не проводились. Загалом така історія безпосередньо пов'язана з кишлаками, що розташовані в околицях древніх міст Ферганської долини — Куви, Андижана. Асака згадується в творах історика Аваза Мухаммада Аттара «Таріхі жахоннома» та «Таріхі Хуканд». Як він пише, на території міста Асаки Худоярхан збудував фортецю, також тут знаходилась польова ставка хана. Велике значення для розвитку міста має канал Шахрихансай, збудований в кінці XVIII столітті.

## Економіка
Асака є другим за значенням після Андижана найбільшим індустріальним містом області. Розташований за 4 км від залізничної станції Ассаке на залізниці Андижан-Ташкент та на перетині автошляхів в Маргілан, Фергану та Андижан.
У 1899 році при будівництві залізниці Ташкент-Андижан до міста була прокладена гілка довжиною 4 км. Після цього росіяни, місцеві баї а також європейці почали будівництво промислових підприємств. На початку XX століття тут вже були бавовноочисний та маслобійний заводи. Основна частина населення займались дрібними ремеслами.
У 1946 році був збудований мотороремонтний завод. У післявоєнні роки у зв'язку з початком видобутку нафти в Андижані і Палвантасі та природного газу в Ходжаабаді, економіка міста почала стрімко зростати. Були збудовані склади для зберігання спеціального обладнання та технічних засобів для родовищ. Був проведений газопровід Палванташ — Асака в 1947 році.
Нині в місті функціонують бавовноочисний, маслоробний, хлібопекарський заводи, текстильна фабрика. Працюють також скляний та кисневий заводи, підприємства будівельних матеріалів. В 1994-96 роках відкрито автомобілебудівний завод «УзДеуавто».